# Гута (Шепетівський район)

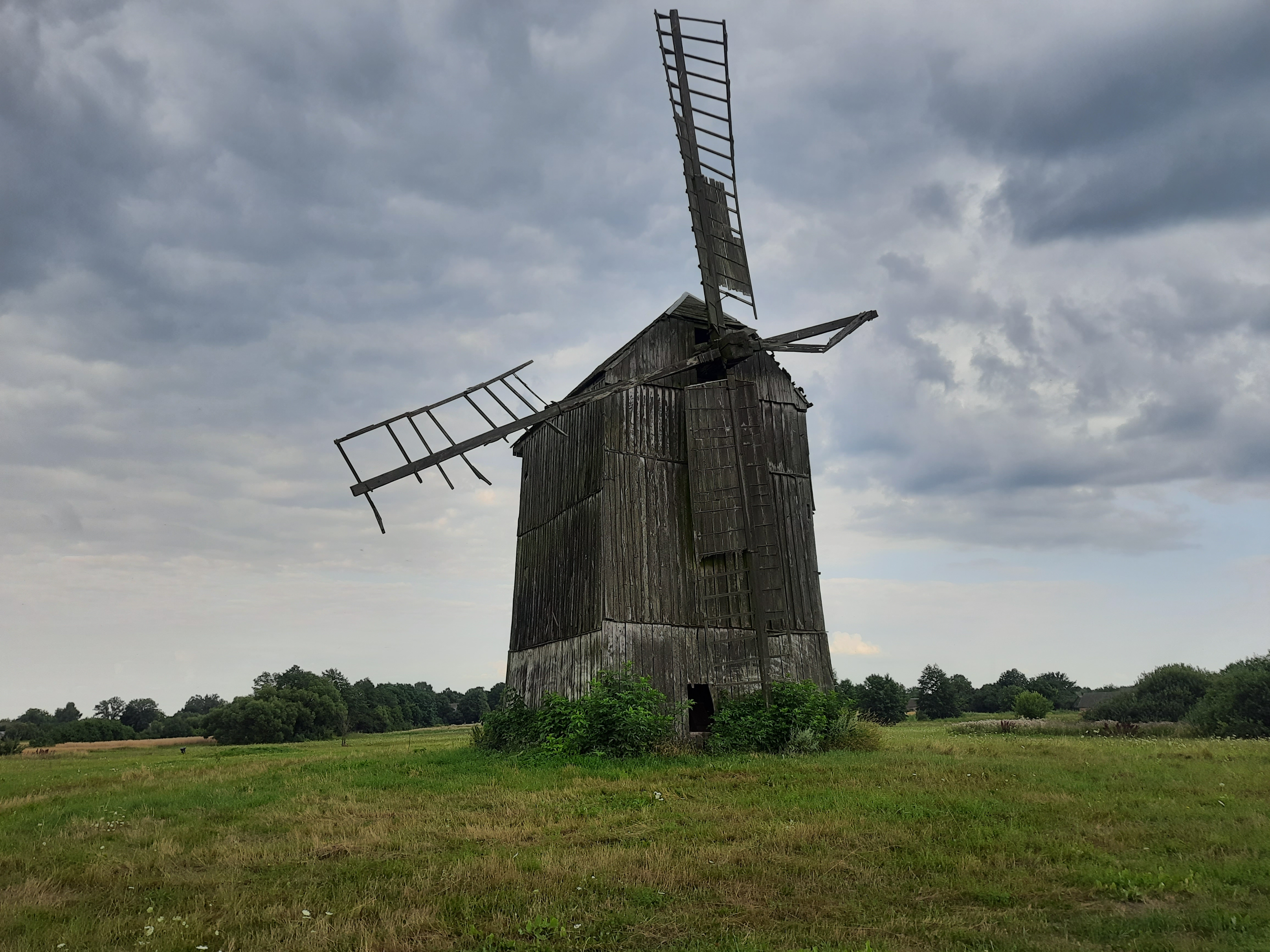
Старий вітряк

Гу́та —  село в Україні, в Улашанівській сільській громаді Шепетівського району Хмельницької області. Населення становить 269 осіб.

## Історія
В кінці 19 століття в селі 65 будинків і 445 жителів. За переписом 1911 року в Гуті була школа, лікарня (при паперовій фабриці), прифабрична бібліотека, крамниця колон, товарів, мануфактурна крамниця, тартак і фабрика паперу (1 млн. 400 тис. рублів річного прибутку). Село і маєток колись належали до Любомирських. В селі, над річкою була паперня з 19 століття, заложена інженером Руцьким — 4 парові машини, яка давала роботу 730 робітникам, в 19 столітті давала 600 рублів річного обороту. До великої земельної власності належало в 1911 році 540 десятин.
7 (20) листопада 1917 року, відповідно до Третього Універсалу Української Центральної Ради, увійшло до складу Української Народної Республіки.
Під час Голодомору в селі померло 28 осіб.
У 2011 році селяни  Гути повністю відновили вітряний млин, який до села привіз німець Рудель Мендель. Млин діяв тут ще з 1937 року, і в 2007 році був зруйнований бурею.
12 червня 2020 року, відповідно до розпорядження Кабінету Міністрів України № 727-р «Про визначення адміністративних центрів та затвердження територій територіальних громад Хмельницької області», увійшло до складу Улашанівської сільської територіальної громади.
19 липня 2020 року, в результаті адміністративно-територіальної реформи та ліквідації Славутського району, село увійшло до складу новоутвореного Шепетівського району.

## Населення
Згідно з переписом УРСР 1989 року чисельність наявного населення села становила 358 осіб, з яких 154 чоловіки та 204 жінки.
За переписом населення України 2001 року в селі мешкали 263 особи.

### Мова
Розподіл населення за рідною мовою за даними перепису 2001 року:
| Мова       | Відсоток |
| ---------- | -------- |
| українська | 99,26 %  |
| молдовська | 0,37 %   |
| російська  | 0,37 %   |

## Символіка
Затверджена 6 червня 2016 р. рішенням №2 XI сесії сільської ради VII скликання. Автор - В. М. Напиткін.

### Герб
На срібному щиті з зеленої бази виходить червоний вітряк. На червоній главі п'ять срібних пробитих ромбів. Щит вписаний в золотий декоративний картуш і увінчаний золотою сільською короною. Внизу картуша напис "ГУТА".
Вітряк – символ хліборобства; реально існуюча в селі споруда. Срібло на щиті і ромби в главі та на прапорі – знак назви "гута", тобто виробництва скла і стилізованих вітражів.

### Прапор
Квадратне полотнище поділене горизонтально на червону, білу і червону смуги у співвідношенні 1:3:1. На центральній смузі червоні крила вітряка по діагоналі; на верхній і нижній смузі по п'ять пробитих білих ромбів.